# RS-UAS Q01
Die RS-UAS Q01 ist ein einmotoriges Fernerkundungs- und Überwachungsflugzeug des deutschen Herstellers Reiner Stemme Utility Air-Systems GmbH (RS-UAS), das ab 2014 als MALE/OPV-Plattform gemäß der Zulassungsrichtlinie CS-23 entwickelt wurde.
Für 2017[veraltet] ist die Zulassung eines zweiten Prototyps durch die EASA angestrebt und für das zweite Quartal die Auslieferung der ersten Maschinen geplant.

## Geschichte
Entwicklung und Bau des Flugzeugs erfolgten ab 2014 im Wildauer Zentrum für Luft- und Raumfahrt durch die 2013 gegründete Reiner Stemme Utility Air-Systems GmbH. Im November 2015 startete der Prototyp mit dem Kennzeichen D-FQOI vom Flugplatz Cochstedt zum Erstflug. Die Flugerprobung erfolgt am Flugplatz Schönhagen. Am 16. März 2016 in Schönhagen der Öffentlichkeit vorgestellt, wurde das Flugzeug Anfang Juni 2016 auf der ILA ausgestellt.
Ein zweiter vollausgerüsteter, seriennaher Prototyp der Baureihe Q01-100 ist kurz vor der Fertigstellung und wird noch 2016 mit der Flugerprobung beginnen.

## Konstruktion
Der freitragende, leicht vorgepfeilte, hochgestreckte Schulterdecker aus kohlenstofffaserverstärktem Kunststoff mit vier mit jeweils 90 kg belastbaren Aufhängepunkten unter der elf Meter breiten mittleren Tragfläche hat ein T-Leitwerk, Höhenruder mit Flettnertrimmung und ein weit hinuntergezogenes Seitenleitwerk.
Der im Bug untergebrachte Sechszylinder-Dieselmotor mit Turbolader Technify Continental CD-310 mit 228 kW (310 PS) treibt einen dreiflügeligen Mühlbauer-Verstellpropeller MT 3 mit 2,10 m Propellerkreisdurchmesser an.
Das Cockpit mit nebeneinanderliegenden Sitzen und Doppelsteuerung hat seitlich nach vorn öffnende Türen. Das Hauptfahrwerk mit Einzelrädern hat eine Spurweite von 2,47 m und ist in Stummelflügel, das Bugfahrwerk nach hinten klappend einfahrbar.
Das Flugzeug passt mit demontierter Tragfläche in den Frachtraum einer Boeing C-17.
Der Rumpf wurde bei Utility Air-Systems in Wildau gefertigt, die dreiteilige Tragfläche und das Leitwerk in Polen. Die Serienproduktion ist ebenfalls in Wildau und Polen geplant.

## Nutzung
Möglich ist bei stark gedrosseltem Motor ein bis zu zweitägiger autonomer oder ferngesteuerter Einsatz zur Fernerkundung, Überwachung oder militärischen Aufklärung. Das Flugzeug kann durch eine Besatzung zum Einsatzort gebracht werden oder mit demontierter Tragfläche in Transportflugzeugen.
Siebzehn mit einem Searchmaster 400-Radar von Thales, der Wärmebildkamera MX 20-FLIR/TV oder MX 25 von L-3 Wescam unter dem Cockpit und nicht näher bezeichneter Technik von Textron ausgerüstete Maschinen der Baureihe Q01-100 wurden von den Streitkräften Katars bestellt, um die Küste zum Persischen Golf und Erdöl- und Erdgasförderanlagen zu überwachen.
Die neuseeländische Firma Future Aeronautical Systems Technology (FAST) arbeitet an einem System zur Überwachung der 15.000 km Küstenlinie Neuseelands mit der Q01.

## Technische Daten
| Kenngröße               | Daten                                                                                                 |
| ----------------------- | --- |
| Besatzung               | 1–2                                                                                                   |
| Länge                   | 10,7 m                                                                                                |
| Spannweite              | 20 m                                                                                                  |
| Höhe                    | 3,33 m                                                                                                |
| Flügelfläche            | |
| Leermasse               | 1553 kg                                                                                               |
| max. Startmasse         | 2750 kg                                                                                               |
| Nutzlast                | 600 kg intern + 360 kg an Flügelpylonen                                                               |
| Reisegeschwindigkeit    | 180 kn (333 km/h)                                                                                     |
| Missionsgeschwindigkeit | 110 kn (204 km/h)                                                                                     |
| Höchstgeschwindigkeit   | |
| Dienstgipfelhöhe        | 30.000 ft (9.144 m)                                                                                   |
| Reichweite bemannt      | 1.350 mi (2.173 km), Flugdauer >12 h                                                                  |
| Reichweite unbemannt    | 4.500 mi (7.242 km), >50 h                                                                            |
| Überführungsreichweite  | 3.000 mi (4.828 km)                                                                                   |
| Lastvielfaches          | +3,6g/−1,44g                                                                                          |
| Triebwerke              | ein Sechszylinder-V-Motor Technify Continental CD-310, ein aus Rumpfseite ausfahrbares Hilfstriebwerk |
| Propeller               | Mühlbauer MT 3-Blatt-Verstellpropeller                                                                |

## Vergleichbare Typen
- Stemme S15